# 謝里 (弗里堡州)

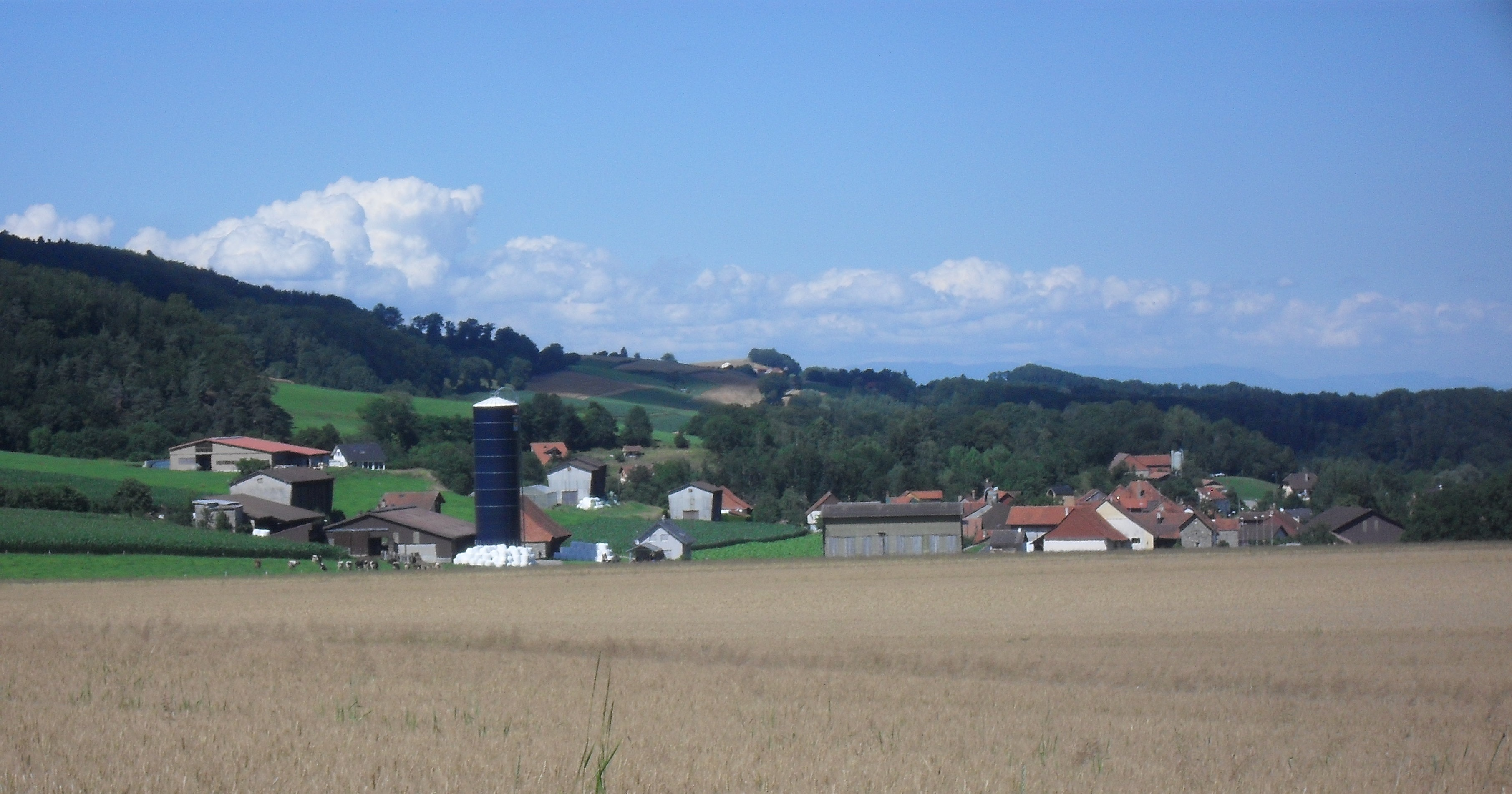

謝里是瑞士的城鎮，位於該國西部，由弗里堡州負責管轄，面積6.48平方公里，海拔高度563米，2011年人口357，七成人口信奉羅馬天主教，人口密度每平方公里55人。